# Depo kolejových vozidel Ostrava
Depo kolejových vozidel Ostrava (DKV Ostrava) bylo do konce listopadu 2007 jednou z 8 oblastních výkonných jednotek typu DKV u Českých drah a. s. Mělo provozní jednotky Ostrava, Bohumín a Valašské Meziříčí a další pracoviště v Třinci. 
V souvislosti s vytvořením dceřiné společnosti ČD Cargo, která od 1. prosince 2007 převzala třetinu lokomotiv a všechny nákladní vozy Českých drah, DKV Ostrava jako organizační jednotka Českých drah zaniklo. Provozní jednotky a provozní pracoviště Bohumín, Suchdol nad Odrou, Valašské Meziříčí, Studénka, Otrokovice, Kroměříž a Frýdek Místek byly od 1. prosince 2007 začleněny do DKV Olomouc.
Společnost ČD Cargo vytvořila SOKV (středisko oprav kolejových vozidel) Ostrava s touto organizační strukturou: 
- Středisko oprav kolejových vozidel Ostrava
  - Provozní jednotka Brno
    - Komando Brno: provozní střediska Brno a Veselí nad Moravou
    - Komando Břeclav: provozní středisko Břeclav
    - Komando Havlíčkův Brod: provozní střediska Havlíčkův Brod, Horní Cerekev, Jihlava

  - Provozní jednotka Česká Třebová
    - Komando Česká Třebová: provozní střediska Česká Třebová, Letohrad
    - Komando Pardubice: provozní střediska Hradec Králové, Pardubice, Trutnov

  - Provozní jednotka Olomouc
    - Komando Olomouc: provozní střediska Hanušovice, Olomouc, Přerov, Valašské Meziříčí, Zábřeh na Moravě

  - Provozní jednotka Ostrava
    - Komando Ostrava: provozní středisko Ostrava